# Contea di Xiangyun
La contea di Xiangyun (祥云县S, Xiángyún XiànP) è una contea della Cina, situata nella provincia di Yunnan e amministrata dalla prefettura autonoma bai di Dali.